# Fuhr (Hückeswagen)

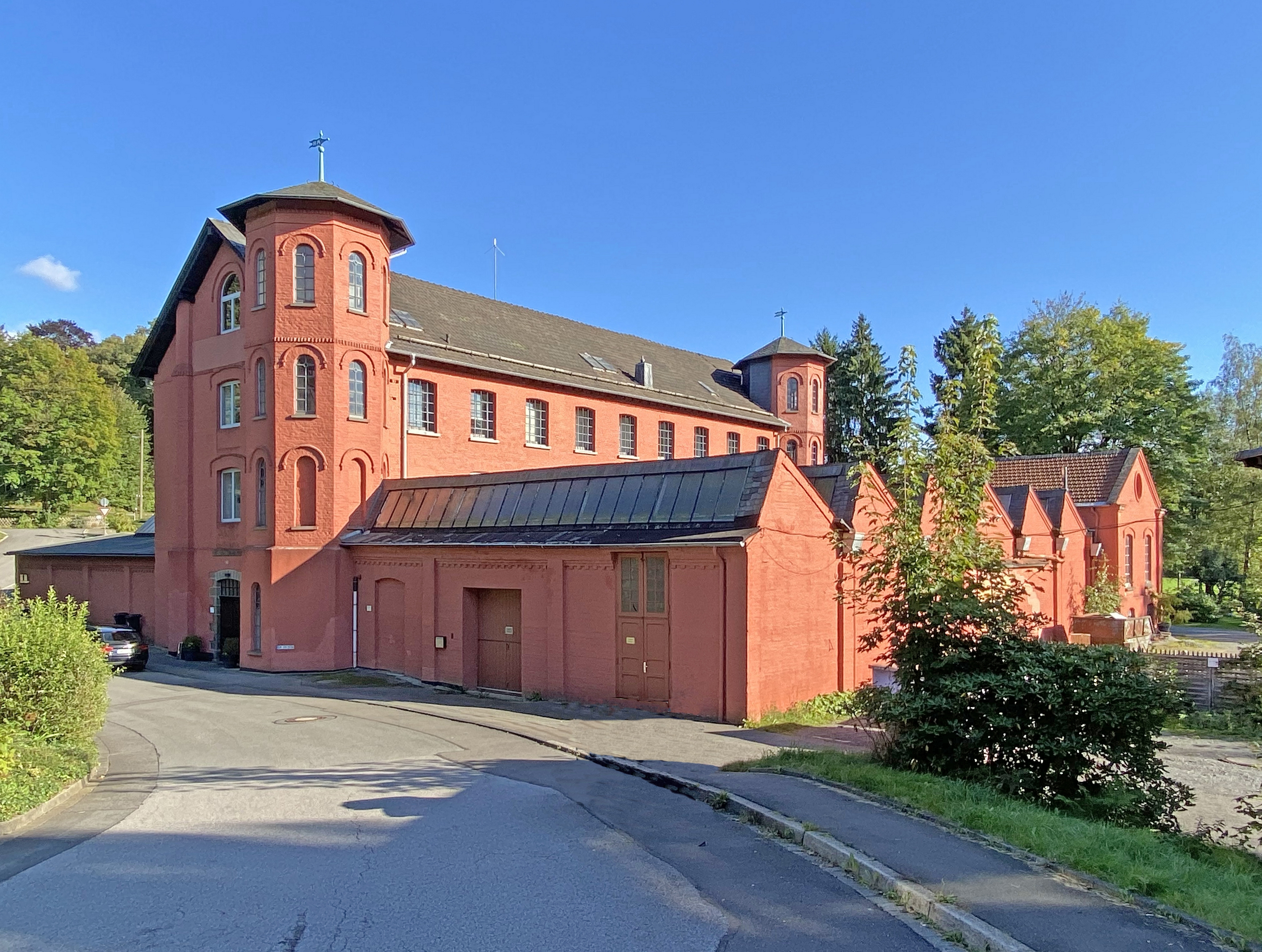
Ehem. Tuchfabrik Hueck („Rote Fabrik“)

Fuhr ist ein Ortsteil von Hückeswagen im Oberbergischen Kreis im Regierungsbezirk Köln in Nordrhein-Westfalen (Deutschland).

## Lage und Beschreibung
Fuhr liegt nahe dem Hückeswagener Hauptort nördlich des Zentrums zwischen der Bundesstraße 483 und der Kreisstraße K11. Weitere Nachbarorte sind Brücke, Aue, Bergerhof und Kleinberghausen. Der Reinsbach durchfließt den Ort und mündet hier in die Wupper.

## Geschichte
1443 wird Fuhr in Hückeswagener Kirchenrechnungen unter der Bezeichnung „up der Furt“ genannt. Die Karte Topographia Ducatus Montani aus dem Jahre 1715 zeigt einen Hof und bezeichnet diesen Hof mit a. d. Fuhr.
Im 18. Jahrhundert gehörte der Ort zum bergischen Amt Bornefeld-Hückeswagen. 1815/16 lebten 31 Einwohner im Ort. 1832 gehörte Fuhr der Berghauser Honschaft an, die ein Teil der Hückeswagener Außenbürgerschaft innerhalb der Bürgermeisterei Hückeswagen war. Der laut der Statistik und Topographie des Regierungsbezirks Düsseldorf als Kaufmannshaus kategorisierte Ort besaß zu dieser Zeit zwei Wohnhäuser und vier landwirtschaftliche Gebäude. Zu dieser Zeit lebten neun Einwohner im Ort, drei katholischen und sechs evangelischen Glaubens.
Im Gemeindelexikon für die Provinz Rheinland werden für 1885 acht Wohnhäuser mit 103 Einwohnern angegeben. Der Ort gehörte zu dieser Zeit zur Landgemeinde Neuhückeswagen innerhalb des Kreises Lennep. 1895 besitzt der Ort sieben Wohnhäuser mit 112 Einwohnern, 1905 elf Wohnhäuser und 145 Einwohner.
In der Ortschaft steht die in der Mitte des 19. Jahrhunderts in Backsteinbauweise errichtete Fabrik Hueck.  Das Gebäude ist unter der laufenden Nummer 138 in die Denkmalliste der Stadt Hückeswagen eingetragen. Am Standort der Tuchfabrik wurde schon mindestens seit 1607 eine Walkmühle mit der Wasserkraft des Wupper betrieben und dies noch über 200 Jahre danach. Ab 1809/10 betrieb Joh. Rütger Brüning hier ein Baumwollspinnerei, die im 19. Jh. noch 4 Mal den Besitzer wechselte, bis sie im Jahr 1879 von Arnold Hueck erworben und schrittweise zu dem heutigen Baukörper erweitert wurde. Bis zu 120 Arbeiter beschäftigte die Kammgarnspinnerei in den 20-Jahren. Der Betrieb konnte sich noch bis 1970 trotz Niedergang der Tuchindustrie halten.

## Wanderwege
Folgende Wanderwege führen an dem Ort vorbei:
- Der Ortswanderweg ━ von Purd zur Wiebach-Vorsperre
- Der Ortswanderweg △ von Elberhausen zum Goldenbergshammer
- Der Ortswanderweg ▲ vom Radevormwalder Zentrum nach Purd
- Der Ortsrundwanderweg A3 (Frohnhauser Bachtal)